# Lookeen

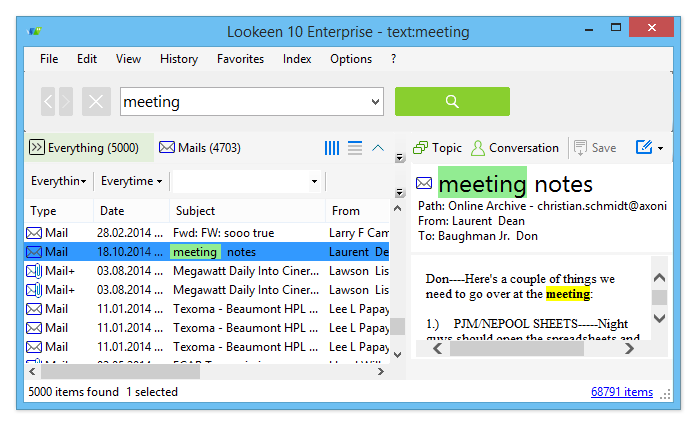
Imagem ilustrativa

Lookeen é uma ferramenta de busca add-on de complemento ao Microsoft Outlook, produzido sob licença shareware. O programa usa Apaches engenharia de busca Apache Lucene.

## Aplicação
Lookeen é um add-on de complemento ao Microsoft Outlook. O programa foi desenvolvido conforme as especificações da Microsoft para projetos de add-ons. Após a instalação o programa se integra automaticamente ao ambiente do Microsoft Outlook. 

## Caixas de e-mail suportadas
O Lookeen opera com os seguintes tipos de contas de e-mails: POP3, IMAP, HTTP and Microsoft Exchange Server. Ambos modos do Exchange Server, uncached e cached, são suportados.

## Indexação central
A versão 2.0 suporta compartilhar recursos de indexação central ( Ex: arquivos de rede, pastas públicas). A indexação compartilhada é criada uma única vez e integrada por clientes via seu URL.   O objetivo é reduzir o tráfego da rede e servidor e reduzir o custo de armazenagem do indexador por indexadores locais.

## Administração do sistema
A Versão 2.0 suporta Políticas de Grupo para sistemas avançados: muitas são as opções (ex.: indexação local, configuração local, fontes incluídas, intervalo de indexadores, chaves de licença, etc.) podem ser definidas pelo administrador. Isto possibilita administrar o uso do Lookeen em ambientes Terminal Server ou Citrix de maior capacidade.